# Niemcza (gmina)
Niemcza – gmina miejsko-wiejska w województwie dolnośląskim, w powiecie dzierżoniowskim. W latach 1975–1998 gmina położona była w województwie wałbrzyskim.
Siedziba gminy to Niemcza.
Według danych z 31 grudnia 2015 gminę zamieszkiwało 5699 osób. Natomiast według danych z 30 czerwca 2020 roku gminę zamieszkiwało 5450 osób.

## Struktura powierzchni
Według danych z roku 2002 gmina Niemcza ma obszar 72,07 km², w tym:
- użytki rolne: 70%
- użytki leśne: 21%

Gmina stanowi 15,05% powierzchni powiatu.

## Demografia

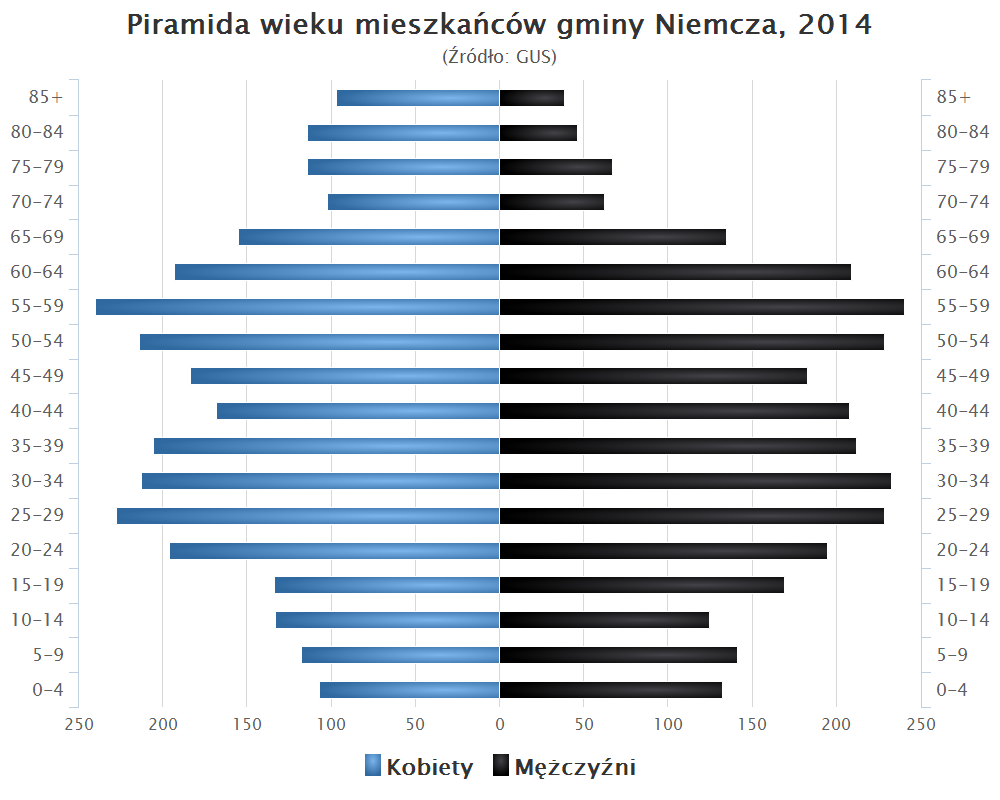
Piramida wieku mieszkańców gminy Niemcza w 2014 roku

Dane z 31 grudnia 2017 roku:
| Opis                              | Ogółem | Ogółem | Kobiety | Kobiety | Mężczyźni | Mężczyźni |
| --------------------------------- | ------ | ------ | ------- | ------- | --------- | --------- |
| jednostka                         | osób   | %      | osób    | %       | osób      | %         |
| populacja                         | 5 545  | 100    | 2 765   | 49,9    | 2 780     | 50,1      |
| gęstość zaludnienia (mieszk./km²) | 78     | 78     | 38      | 38      | 40        | 40        |

## Wsie gminy Niemcza
Chwalęcin, Gilów, Gola Dzierżoniowska, Kietlin, Ligota Mała, Nowa Wieś Niemczańska, Podlesie, Przerzeczyn-Zdrój, Ruszkowice, Wilków Wielki, Wojsławice.

## Zabytki
- Zamek w Goli Dzierżoniowskiej – ruiny okazałego renesansowego dworu z 1580 roku z portalem i dekoracjami sgraffitowymi elewacji
- Kościół św. Wojciecha – rzymskokatolicki kościół cmentarny

## Sąsiednie gminy
Ciepłowody, Dzierżoniów, Kondratowice, Łagiewniki, Piława Górna, Ząbkowice Śląskie